# Massacre de Dasht-i Leili
Le massacre de Dasht-e Leili est un ensemble d'exécutions sommaires de prisonniers talibans ou alliés à ces derniers perpétrées durant la campagne anti-taliban d'octobre-décembre 2001.
Après la bataille de Kunduz et la reddition d'une large force talêb, le Front uni capture environ 8 000 hommes. Alors qu'un grand nombre (environ 470) est entassé dans les prisons de Qalat-e-Janghi où une révolte sera réprimée dans le sang, une partie est emmenée à la forteresse de Kalai Zeini entre Mazar-e-Charif et Sheberghan. Le transport se fait dans des conteneurs. Deux cents prisonniers sont entassés dans chaque conteneur à l'intérieur desquels règne une température de 30 °C.
Les premiers décès interviennent lorsque les commandants de l'Alliance du Nord ordonnent de percer des trous au fusil dans les conteneurs, pour permettre aux prisonniers de respirer. Ensuite, de nombreux autres prisonniers mourront pendant le voyage vers Sheberghan qui prend près de cinq jours. Arrivés à Sheberghan, chaque conteneur contient entre 150 et 160 morts. Ensuite, les prisonniers subiront de nombreux mauvais traitements une fois dans la prison.
En tout, près de 5 000 prisonniers sont morts durant leur transfert de Kunduz à Sheberghan.
L'essentiel du transfert a été conduit sous la responsabilité des hommes du général Dostom mais les Américains ont aussi une lourde responsabilité dans ces massacres. En effet, entre trente et quarante hommes ont accompagné le convoi. De plus, un soldat afghan déclare que la prison de Sheberghan était de fait sous la direction des officiers américains.